# Prionobelum joliveti
Prionobelum joliveti är en mångfotingart som beskrevs av Jean-Paul Mauriès 200. Prionobelum joliveti ingår i släktet Prionobelum och familjen Zephroniidae. Inga underarter finns listade i Catalogue of Life.